# Bugula pedata
Bugula pedata är en mossdjursart som beskrevs av Harmer 1926. Bugula pedata ingår i släktet Bugula och familjen Bugulidae. Inga underarter finns listade i Catalogue of Life.